# Alexei Iwanowitsch Nagajew

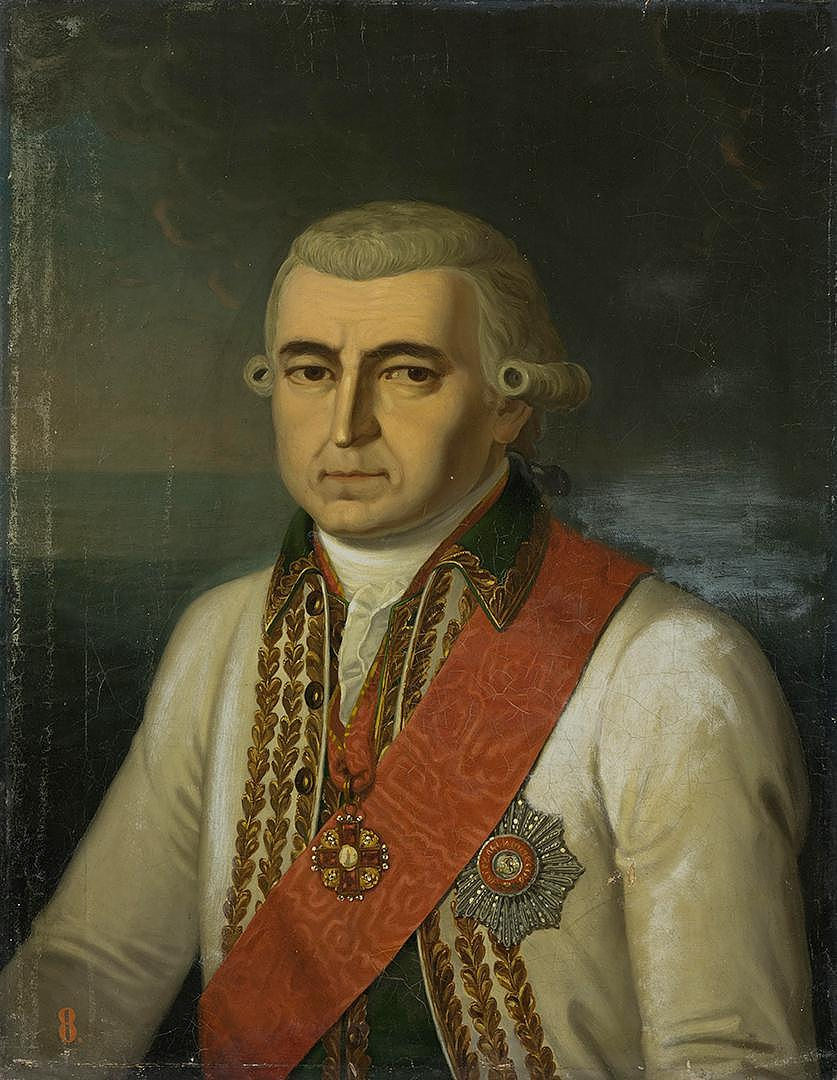
Alexei Iwanowitsch Nagajew (Alexander Andrejewitsch Fomin, 1824, Eremitage (Sankt Petersburg))

Alexei Iwanowitsch Nagajew (russisch Алексей Иванович Нагаев; * 6. Märzjul. / 17. März 1704greg. im Dorf Sertjakino bei Klimowka; † 28. Dezember 1780jul. / 8. Januar 1781greg. in St. Petersburg) war ein russischer Marine-Offizier, Hydrograph und Kartograf.

## Leben
Alexei Nagajew wurde 1715 in die St. Petersburger Marineakademie aufgenommen. Er wurde 1718 Gardemarin und im März 1721 Mitschman, worauf er zum Kanalbau nach Kronstadt geschickt wurde. Im Dezember 1722 wurde er Assistent des Unterleutnants Alexei Tschirikow bei der Ausbildung der Gardemarins. Im Januar 1724 wurde er Unterleutnant und lehrte ab September 1724 Navigation an der Marineakademie.
Nagajew erstellte 1730–1734 eine Dokumentation und eine Karte der Westküste des Kaspischen Meers. 1731 wurde er Leutnant und 1733 Leutnant im Majorsrang. 1735 wurde er in die Kanzlei des Gouvernements Smolensk abkommandiert, um für die Admiralität Schulden einzutreiben. 1737 kam er in das Kommissariat zur Untersuchung der finanziellen Missstände in den Provinzen. Im November 1738 wurde er in die Senatskommission für die Eintreibung der Abgaben der Provinzen an die Admiralität berufen. 1739–1740 vermaß er unter der Leitung Baron Johann Ludwig Luberas von Potts das Fahrwasser im Finnischen Meerbusen von St. Petersburg bis Wyborg. Im November 1740 wurde  er zum Kapitän im Majorsrang befördert.
Als Kommandant überführte Nagajew 1741 die Fregatte Kawaler von St. Petersburg nach Archangelsk. Im Winter 1741/1742 beschäftigte er sich im Auftrag des Oberkommandierenden des Archangelsker Hafens Peter Bredahl mit der Ausbildung der Gardemarins, der Marineakademie-Studienten und der Untersteuermänner in Archangelsk und mit der Mitschman-Prüfung. Im Russisch-Schwedischen Krieg (1741–1743) führte er 1742 als Kommandant der Fregatte Merkurius Fahrten auf dem Weißen Meer und der Barentssee durch. Im Juli 1743 verließ er im Geschwader William Lewis’ Archangelsk für die Fahrt nach Kronstadt. Im September 1743 erlitt die Merkurius im Kattegat an der Insel Anholt Schiffbruch, wobei die Mannschaft sich retten konnte. Nach der Ankunft in Kronstadt im November 1743 stand die Mannschaft während der Untersuchung unter Hausarrest.
Nachdem von der Untersuchungskommission Nagajews Unschuld am Schiffbruch der Merkurius festgestellt worden war, wurde er im Juli 1744 mit Ukas des Admiralitätskollegiums wieder in Dienst gestellt. Er wurde dann Berater der Marineakademie-Expedition des Admiralitätskollegiums. Als in diesem Jahr der Tod Vitus Berings während seiner Amerika-Expedition bekannt wurde und der Kapitän Alexei Tschirikow und die
Offiziere Sven Waxell und Sofron Chitrowo die Logbücher und Aufzeichnungen dem Admiralitätskollegium übergaben, beteiligte sich Nagajew an der Kartierung der Fahrten der Bering-Expedition während der Zweiten Kamtschatkaexpedition von Ochotsk zur Westküste Nordamerikas und zur Amur-Mündung. Ab Oktober 1746 korrigierte und ergänzte er Seekarten der Ostsee. Im selben Jahr schlug er eine neue Methode zur Kompassverbesserung mit Eichung am Kronstädter Meridian vor. 1748 führte er als Kommandant der Fridemaker praktische Übungen für Geodäsie-Studenten durch. 1752 schloss er das Seehandbuch der Ostsee mit Finnischem Meerbusen, Kattegat und Skagerrak mit der Fahrwasser-Dokumentation ab, das 1789–1790 veröffentlicht wurde. Er war 1752 an der Einrichtung des Marine-Kadettenkorps beteiligt, dessen Direktor er bis 1760 war. 1754 wurde er in die Rogervik-Baukommission berufen. 1756–1757 entwarf er neue Signale für die Flotte.
Nagajew wurde im Februar 1762 in die Kommission zur Verbesserung der Zustände in der Flotte berufen. Im April wurde er als Konteradmiral Mitglied des Admiralitätskollegiums. Im Juli wurde er Kommandeur des Reval-Geschwaders, dass die im Siebenjährigen Krieg in Preußen verwundeten und erkrankten russischen Soldaten zurückholen sollte. Er war am Staatsstreich Katharinas II.  im Juli 1762 beteiligt. Ab Oktober 1762 war er auch Mitglied der Kolberg-Kommission, die die Umstände der Belagerung Kolbergs untersuchte.

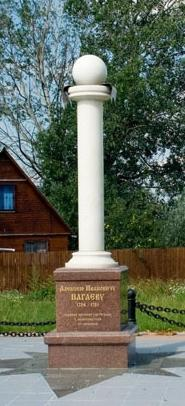
Nagajew-Denkmal, Sertjakino

1763 kontrollierte Nagajew den Fortschritt der Arbeiten für die Dokumentation des Ladogasees. Im Sommer 1763 war er Quartiermeister der Fahrten Katharinas II. auf der Newa. Zusammen mit Graf Iwan Tschernyschow erstellte er die Pläne für die geographischen Expeditionen Pjotr Krenizyns und Wassili Tschitschagows. Zwischenzeitlich war er Kommandeur des Kronstädter Hafens. 1766 erstellte er die Seekarte des Ladogasees. 1767 war er Abgeordneter des Admiralitätskollegiums und der Bewohner der Wassiljewski-Insel in der Gesetzgebenden Kommission für die Entwicklung einer neuen Staatsordnung. 1769 wurde er zum Admiral befördert.
Ab 1770 war Nagajew mit der Erstellung von Karten der Kolyma-Mündung, der Medweschji-Inseln und der Fahrten der Krenizyn-Expedition beschäftigt. Er sammelte Materialien zur Geschichte der russischen Flotte und Briefe Peters I. Im Juli 1775 wurde er aus Gesundheitsgründen mit einer Pension in der Höhe seines Gehaltes aus dem Dienst entlassen. Trotz seiner Erkrankung bearbeitete er weiter seine Sammlung von Karten, Dokumentationen und Journalen.
Nagajew starb am 8. Januar 1781 in St. Petersburg und wurde auf dem Nikolaus-Friedhof des Alexander-Newski-Klosters begraben.
Eine Bucht des Ochotskischen Meers bei Magadan wurde nach Nagajew benannt. In Sertjakino wurde 2006 ein Nagajew-Denkmal mit einem Globus auf einer Säule errichtet.

## Ehrungen
- Russischer Orden der Heiligen Anna (1765)[3]
- Alexander-Newski-Orden (1775)[4]
- Tabaksdose mit Porträt Katharinas II. und Brillanten (1775)[5]